# Mistrzostwa Europy w Kolarstwie Torowym 2011

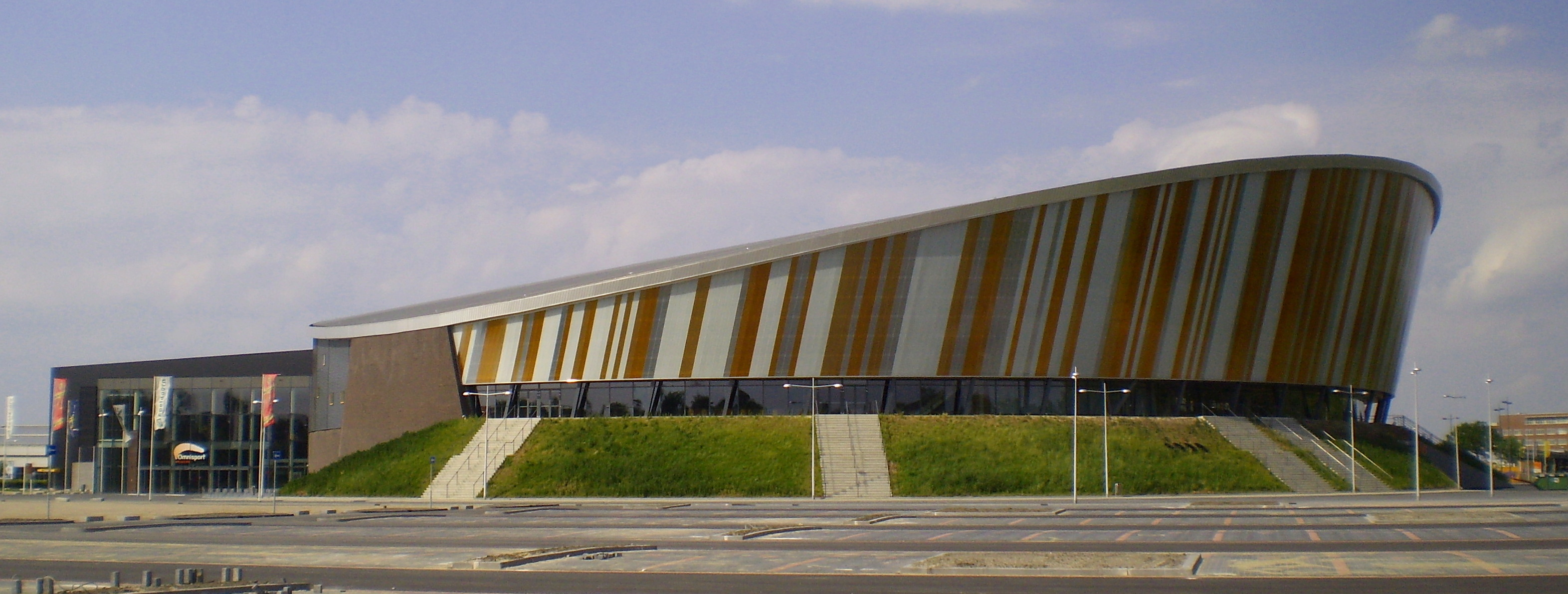
Hala Omnisport Apeldoorn

Mistrzostwa Europy w Kolarstwie Torowym 2011 odbyły się w holenderskim Apeldoorn w hali Omnisport w dniach 21−23 października 2011.

## Skład i wyniki reprezentantów Polski

### kobiety
- Eugenia Bujak − 22. (wyścig punktowy)
- Natalia Rutkowska − 11. (sprint drużynowy)
- Małgorzata Wojtyra − 11. sprint drużynowy, 8. (drużynowo na dochodzenie), omnium
- Katarzyna Pawłowska − 8. (drużynowo na dochodzenie), srebrny medal (wyścig punktowy)
- Edyta Jasińska − 8. (drużynowo na dochodzenie)

### mężczyźni
- Adrian Tekliński − keirin
- Maciej Bielecki − 17. (sprint), brązowy medal (sprint drużynowy)
- Kamil Kuczyński − keirin, brązowy medal (sprint drużynowy)
- Damian Zieliński − 7. (sprint), brązowy medal (sprint drużynowy)
- Dawid Głowacki − 10. (drużynowo na dochodzenie)
- Mateusz Nowak − 10. (drużynowo na dochodzenie), 19. (madison)
- Mateusz Nowaczek − 10. (drużynowo na dochodzenie)
- Paweł Brylowski − 10. (drużynowo na dochodzenie)
- Rafał Ratajczyk − 8 m. (omnium), złoty medal (wyścig punktowy)
- Grzegorz Stępniak − madison
- Adam Stachowiak − 16. (wyścig punktowy), 19. (madison)

## Medaliści

### Kobiety
| Konkurencja                   | Data                 | Złoto                                                          | Srebro                                                        | Brąz                                                       | Raport |
| ----------------------------- | -------------------- | -------------------------------------------------------------- | ------------------------------------------------------------- | ---------------------------------------------------------- | ------ |
| sprint                        | 22 października 2011 | Lubow Szulika                                                  | Olga Panarina                                                 | Wiktorija Baranowa                                         |        |
| sprint drużynowy              | 21 października 2011 | Wielka Brytania · Victoria Pendleton · Jessica Varnish         | Ukraina · Lubow Szulika · Ołena Cos                           | Niemcy · Kristina Vogel · Miriam Welte                     |        |
| 3 km drużynowo na dochodzenie | 21 października 2011 | Wielka Brytania · Danielle King · Joanna Rowsell · Laura Trott | Niemcy · Charlotte Becker · Lisa Brennauer · Madeleine Sandig | Białoruś · Alena Dyłko · Aksana Papko · Tacciana Szarakowa |        |
| omnium                        | 22 października 2011 | Laura Trott                                                    | Tacciana Szarakowa                                            | Kirsten Wild                                               |        |
| keirin                        | 23 października 2011 | Victoria Pendleton                                             | Clara Sanchez                                                 | Sandie Clair                                               |        |
| wyścig punktowy               | 21 października 2011 | Jewgienija Romaniuta                                           | Katarzyna Pawłowska                                           | Jarmila Machačová                                          |        |

### Mężczyźni
| Konkurencja                   | Data                 | Złoto                                                                                             | Srebro                                                                            | Brąz                                                                       | Raport |
| ----------------------------- | -------------------- | ------------------------------------------------------------------------------------------------- | --------------------------------------------------------------------------------- | -------------------------------------------------------------------------- | ------ |
| sprint                        | 22 października 2011 | Kévin Sireau                                                                                      | Maximilian Levy                                                                   | Dienis Dmitrijew                                                           |        |
| sprint drużynowy              | 22 października 2011 | Niemcy · René Enders · Robert Förstemann · Stefan Nimke                                           | Francja · Mickaël Bourgain · François Pervis · Kévin Sireau                       | Polska · Maciej Bielecki · Kamil Kuczyński · Damian Zieliński              |        |
| keirin                        | 23 października 2011 | Matthew Crampton                                                                                  | Christos Volikakis                                                                | François Pervis                                                            |        |
| 4 km drużynowo na dochodzenie | 21 października 2011 | Wielka Brytania · Steven Burke · Edward Clancy · Peter Kennaugh · Geraint Thomas · Andrew Tennant | Dania · Michael Mørkøv · Casper von Folsach · Lasse Norman Hansen · Rasmus Quaade | Rosja · Walerij Kajkow · Iwan Kowalow · Jewgienij Kowalow · Wiktor Manakow |        |
| madison (50 km)               | 23 października 2011 | Belgia A · Kenny De Ketele · Iljo Keisse                                                          | Szwajcaria B · Claudio Imhof · Cyrille Thièry                                     | Francja A · Vivien Brisse · Morgan Kneisky                                 |        |
| omnium                        | 22 października 2011 | Edward Clancy                                                                                     | Bryan Coquard                                                                     | Elia Viviani                                                               |        |
| wyścig punktowy               | 22 października 2011 | Rafał Ratajczyk                                                                                   | Silvan Dillier                                                                    | Milan Kadlec                                                               |        |

## Klasyfikacja medalowa
| Miejsce | Państwo         |   |   |   | Razem |
| ------- | --------------- | - | - | - | ----- |
| 1.      | Wielka Brytania | 7 | 0 | 0 | 7     |
| 2.      | Francja         | 1 | 3 | 3 | 7     |
| 3.      | Niemcy          | 1 | 3 | 1 | 5     |
| 4.      | Białoruś        | 1 | 2 | 1 | 4     |
| 5.      | Polska          | 1 | 1 | 1 | 3     |
| 6.      | Ukraina         | 1 | 1 | 0 | 2     |
| 7.      | Rosja           | 1 | 0 | 3 | 4     |
| 8.      | Belgia          | 1 | 0 | 0 | 1     |
| 9.      | Szwajcaria      | 0 | 2 | 0 | 2     |
| 10.     | Dania           | 0 | 1 | 0 | 1     |
| 11.     | Czechy          | 0 | 0 | 2 | 2     |
| 12.     | Holandia        | 0 | 0 | 1 | 1     |
| 12.     | Włochy          | 0 | 0 | 1 | 1     |